# Georgenkirche (Eisenach)

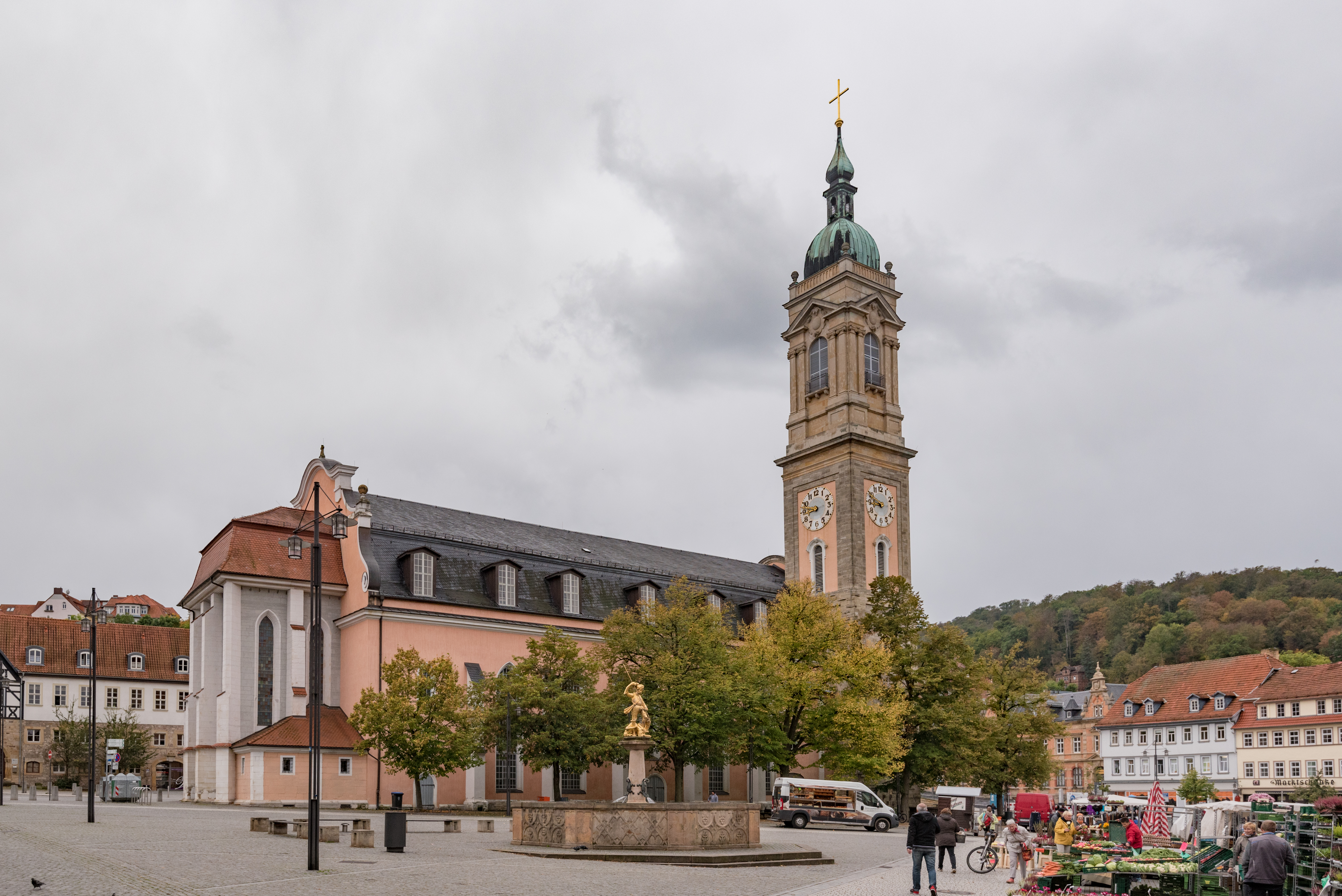
Ansicht von Norden

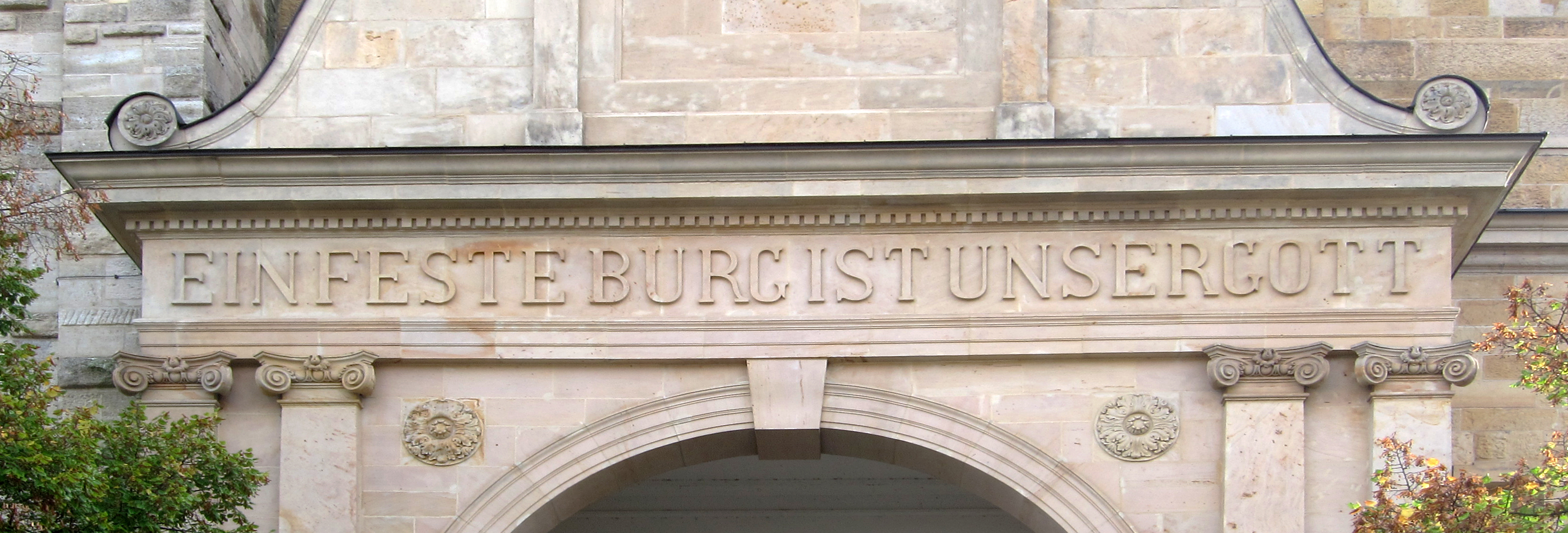
Portalinschrift Ein feste Burg ist unser Gott

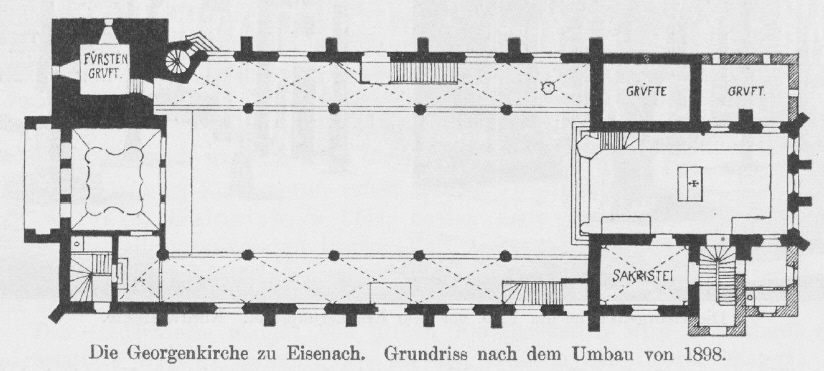
Übersichtsplan

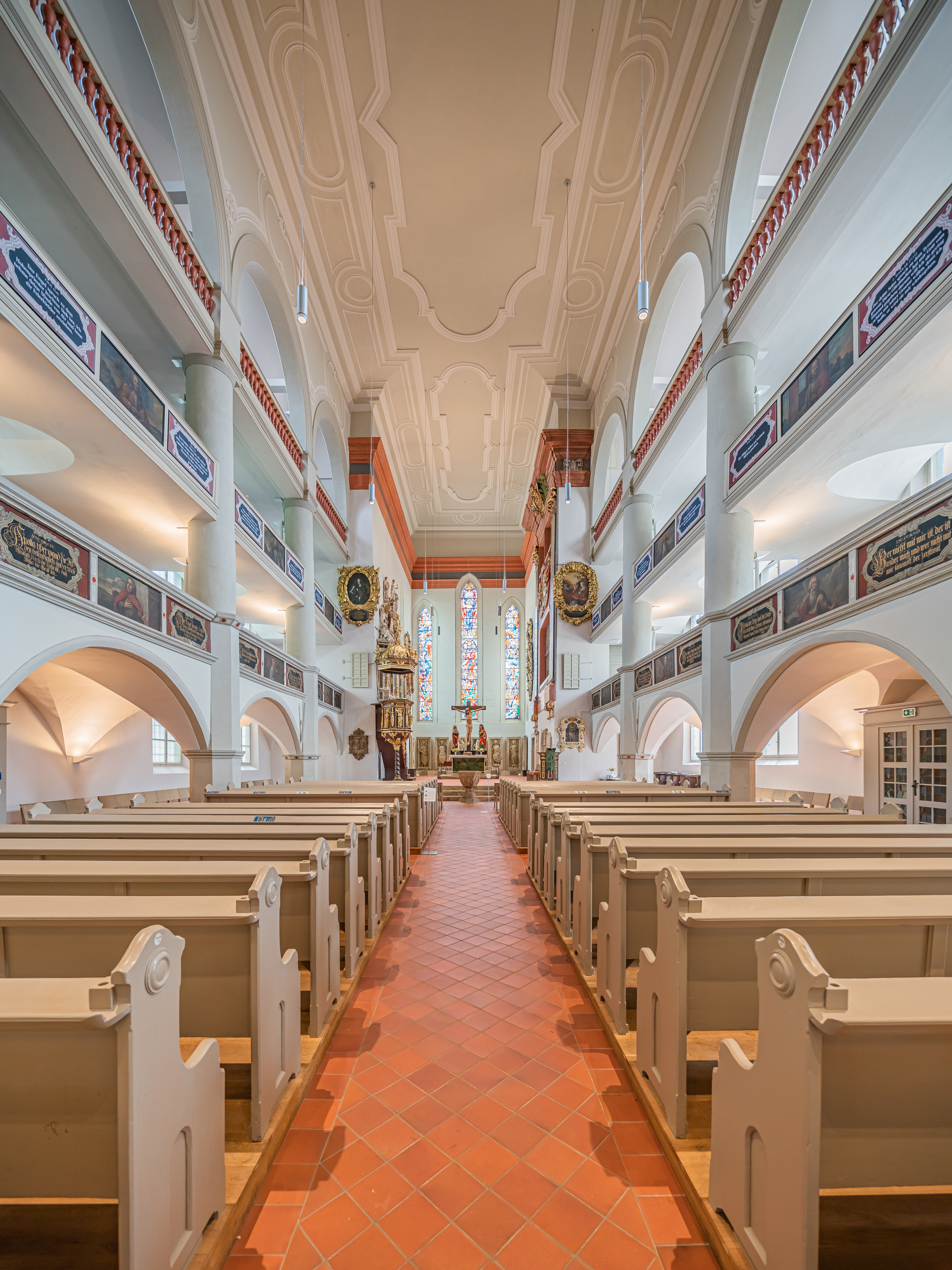
Innenansicht

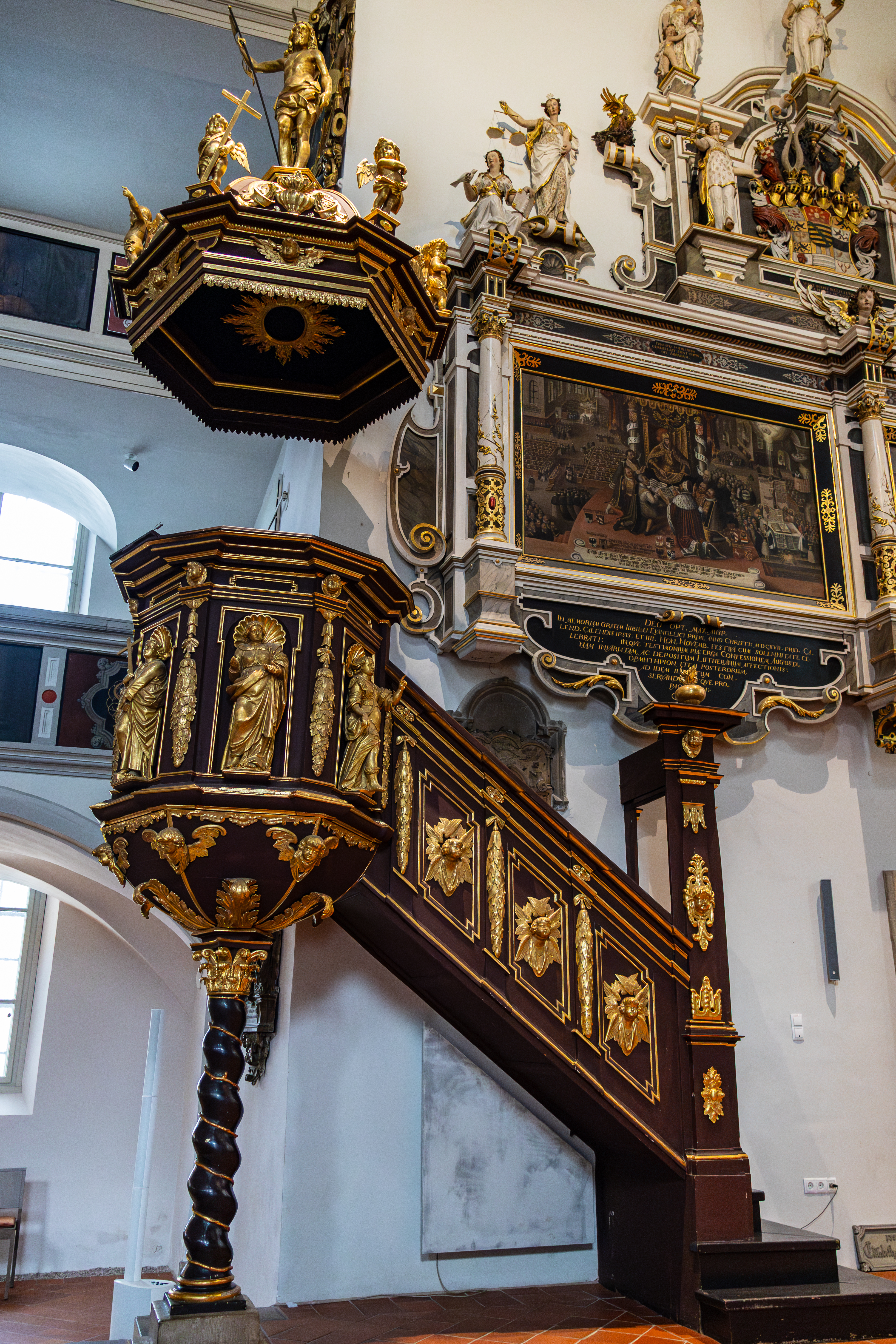
Kanzel

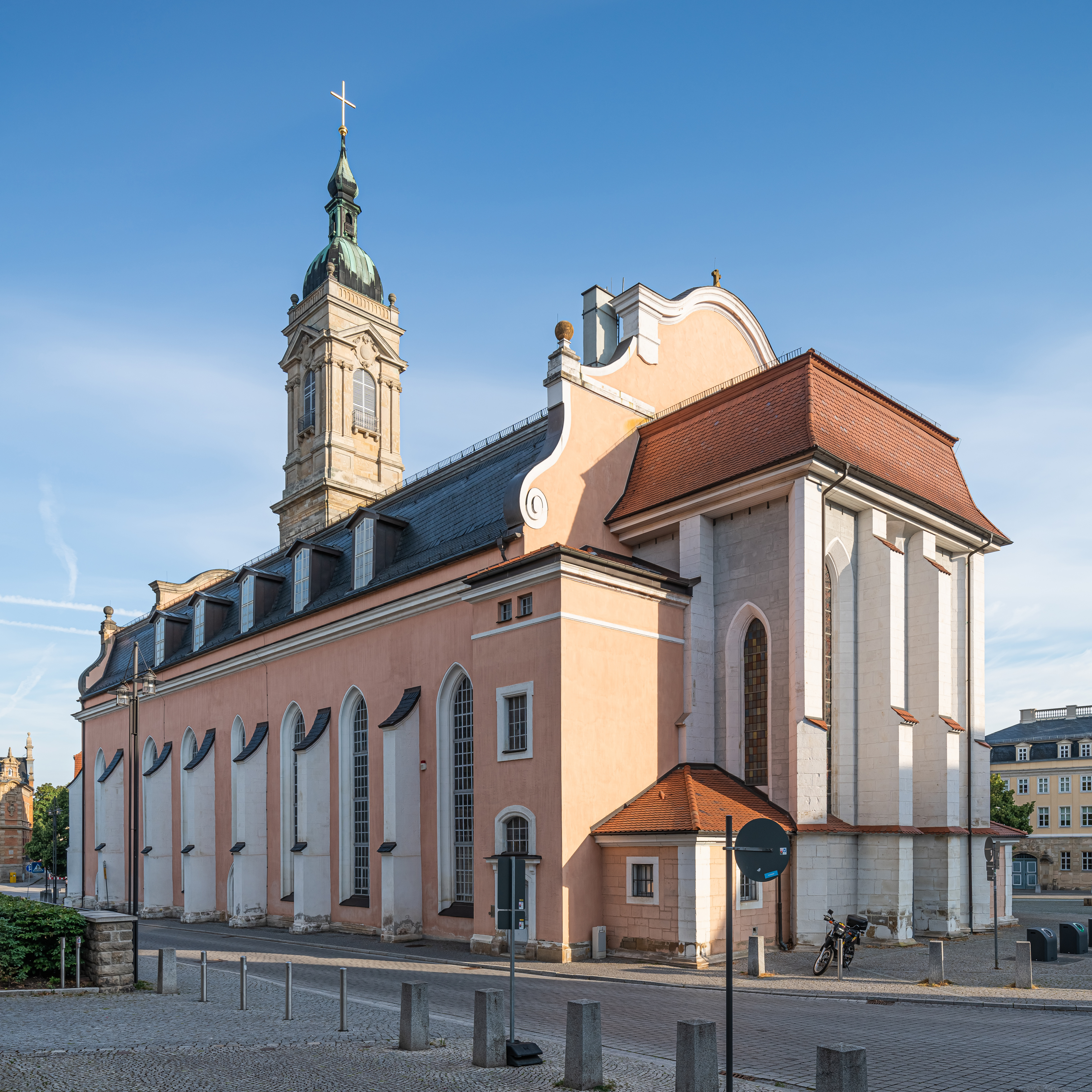
Blick auf den Chor

Die Georgenkirche ist die Stadt- und Hauptkirche von Eisenach, zentral im südlichen Bereich des Marktes gelegen. Hier predigte Martin Luther in der Zeit der Reformation, wodurch sie zu einem der ältesten protestantischen Gotteshäuser überhaupt wurde. Johann Sebastian Bach wurde in ihr getauft. Sie diente zeitweilig als Hofkirche und war bis zur Fusion der evangelischen Kirchenprovinzen Sachsens und Thüringens zur Evangelischen Kirche in Mitteldeutschland am 1. Januar 2009 die Bischofskirche der Evangelisch-Lutherischen Kirche Thüringens.

## Baugeschichte
Der Sage nach flog laut dem Historiker Adam Ursinus (1524–90) das Banner des heiligen Georg, unter dem Landgraf Ludwig III. von Thüringen im Dritten Kreuzzug kämpfte und starb, bei einem Brand 1190 aus dem Fenster der Burg Tharandt und verschwand. Zum Gedenken an dieses Ereignis sei die Georgenkirche Eisenach erbaut worden.
Die im Jahre 1196 erstmals urkundlich erwähnte Kirche stellt sich heute in der Grundform als eine gotische Hallenkirche dar, die ab 1515 aus dem ursprünglichen Gebäude entstand. Bereits Ende des 16. Jahrhunderts und wieder im 17. und 18. Jahrhundert erfolgten Umbauten, sodass sie sich heute als Mischbild verschiedener Epochen zeigt. Die reich verzierte Kanzel entstand 1676, der barocke Orgelprospekt 1719. Der neobarocke Turm und das Portal wurden von 1899 bis 1902 der bis dahin turmlosen Kirche hinzugefügt. Als Vorbild des von Otto Marsch entworfenen und unter der Bauleitung des Eisenacher Architekten Hermann Hahn errichteten Turms diente hierbei der Turm des Doms zu Monza. Das um 1585 errichtete Glockenhaus wurde in den 1970er-Jahren umgebaut und dient seither als Wohnraum.
Die EKD stellte zwischen 1973 und 1975 die Summe von 100.000 D-Mark bereit, damit über ein Kirchenbauprogramm in der DDR dieselbe Summe in DDR-Mark für Sanierungs-Bauleistungen dieses Sakralbaus verfügbar war.
Seit der Restaurierung von 1978 zeigt die Kirche wieder ihre historisch gewachsene Farben- und Formenvielfalt. Von 2011 bis 2014 wurde das Kircheninnere ein weiteres Mal umfassend renoviert.

## Bedeutung
Nach der Wahl der Wartburg zur Residenz der Thüringer Landgrafen wurden die Grabsteine ihrer Vorfahren vom ehemaligen Kloster Reinhardsbrunn in die Georgenkirche gebracht und im Chorraum gebettet. Im Jahre 1221 wurden in der Kirche Landgraf Ludwig IV. und die ungarische Königstochter Elisabeth getraut.
Nach der Verhängung der Reichsacht im Wormser Edikt predigte Martin Luther, bereits auf der Flucht vor seinen Verfolgern, am 2. Mai 1521 in der Kirche. Die Familie Bach beging hier mehrere familiäre Anlässe, unter anderem die Taufe von Johann Sebastian Bach 1685. Von 1708 bis 1712 musizierte hier Georg Philipp Telemann. Als eine der ältesten protestantischen Kirchen war sie bis 2008 die evangelisch-lutherische Bischofskirche Thüringens.
1952 wurden die Landgrafensteine von Reinhardsbrunn nach Eisenach überführt und sind seither im Chor der Kirche zu sehen.
Am 30. Oktober 2016 wurde die Lutherbibel 2017 in einem Festgottesdienst unter Beteiligung von EKD-Ratsvorsitzendem Heinrich Bedford-Strohm und EKD-Reformationsbotschafterin Margot Käßmann in der Georgenkirche offiziell den Gemeinden übergeben.

## Grabplatten der Thüringer Landgrafen

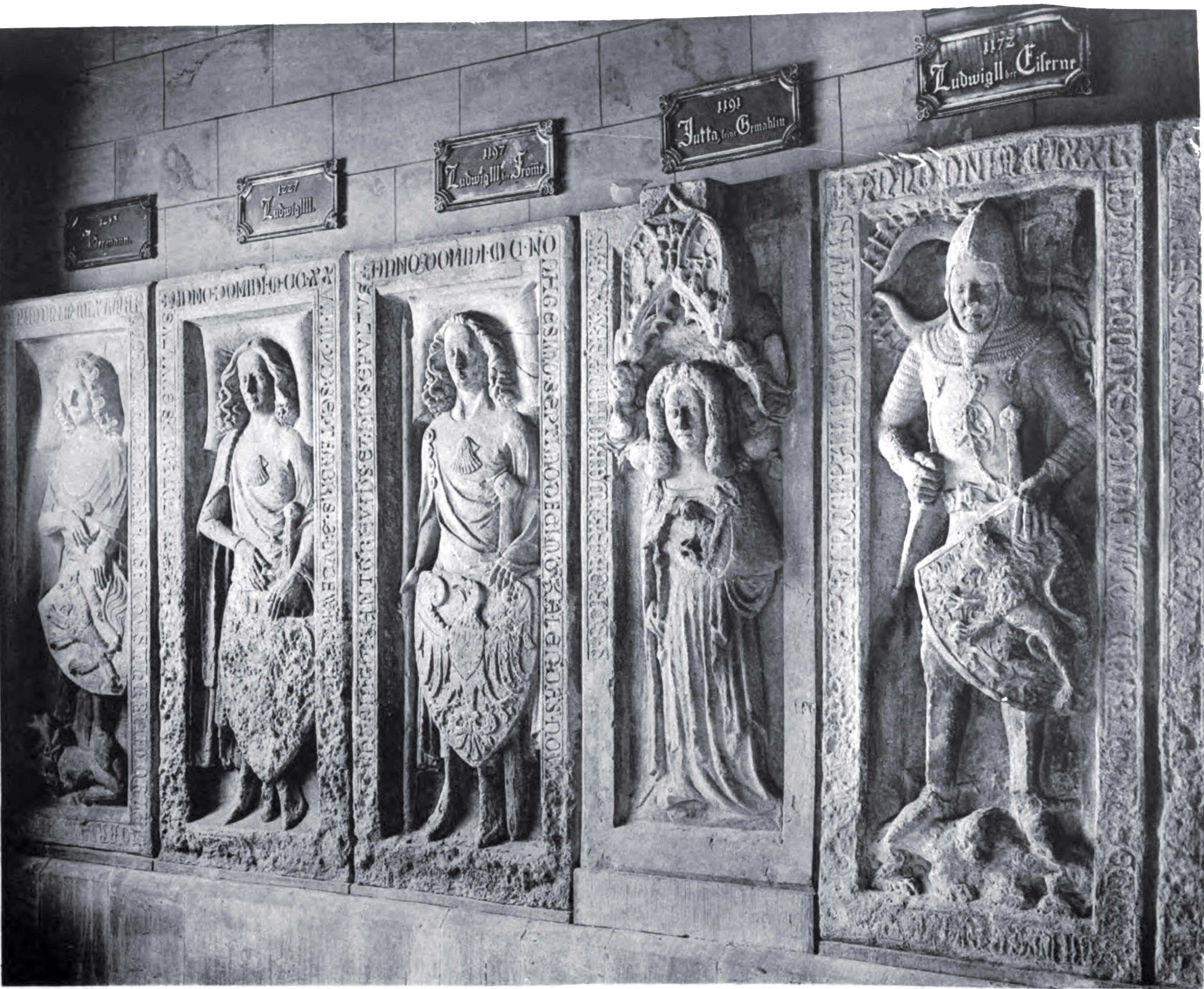
Grabplatten der Thüringer Landgrafen, ehemals an der Westwand der Schlosskapelle Reinhardsbrunn, Fotografie von 1891

Die Grabplatten der Thüringer Landgrafen aus Reinhardsbrunn, welche sich heute in der Georgenkirche zu Eisenach befinden, sind eindeutig in das 14. Jahrhundert zu datieren, was sie als nachträgliche Schöpfungen ausweist. Sie müssen posthum und zwar nach dem Brand von 1292 entstanden sein. Die Reihe der thüringischen Landgrafen beginnt mit Ludwig dem Springer († 1123) und endet mit Heinrich Raspe, dem Gegenkönig zum Stauferkaiser Friedrich II.
Folgende Bildhauerarbeiten sind im Chor der Kirche aufgestellt:
- Figurengrabplatte für Landgräfin Jutta († 1191), Gemahlin von Ludwig II., des Eisernen, Schwester von Kaiser Friedrich Barbarossa
- Figurengrabplatte für Landgraf Ludwig II., den Eisernen († 1172)
- Figurengrabplatte für Ludwig den Springer (Salier) († 1123), Landgraf von Thüringen
- Figurengrabplatte für die Landgräfin und Stifterin Adelheid († 1110), Gemahlin von Ludwig dem Springer
- Figurengrabplatte für den Landgrafen Ludwig III., der Fromme, († 1190)
- Figurengrabplatte für den Landgrafen Ludwig IV., der Heilige, († 1227), Gemahl der Heiligen Elisabeth von Thüringen
- Figurengrabplatte für Landgraf Ludwig I. († 1140) (Sohn des Gründers)
- Figurengrabplatte für Landgraf Hermann II. (1222–1241)

(ausführlich beschrieben und abgebildet in: Wäß, 2006, Bd. 2, S. 19 ff.)

## Turmgruft
Im Kirchturm befindet sich eine Gruft mit den Prunksärgen der Angehörigen des Hauses Sachsen-Eisenach. Bestattet sind dort:
- Herzog Johann Ernst von Sachsen-Eisenach und Sachsen-Coburg (1566–1638) und seine zweite Gemahlin Christine Landgräfin von Hessen-Kassel (1578–1658)
- Herzog Albrecht von Sachsen-Eisenach (1599–1644)
- Herzog Adolf Wilhelm von Sachsen-Eisenach (1632–1668)
- Herzog Wilhelm August von Sachsen-Eisenach (1668–1671)
- Herzog Johann Georg I. von Sachsen-Eisenach (1634–1686) und seine Gemahlin Johanetta Gräfin von Sayn-Wittgenstein (1626–1701)
- Erbprinz Friedrich August von Sachsen-Eisenach (1663–1684)
- Herzog Johann Georg II. von Sachsen-Eisenach (1665–1698) und seine Gemahlin Sophie Charlotte Herzogin von Württemberg (1671–1717)
- Herzog Johann Wilhelm von Sachsen-Eisenach (1666–1729) und seine zweite und dritte Gemahlin Christine Juliane Markgräfin von Baden-Durlach (1678–1707) und Magdalene Sybille Herzogin von Sachsen-Weißenfels (1673–1726), sowie die Kinder:
  - Albertine Johanette (1693–1700), Anton Gustav (1700–1700), Johanette Wilhelmine Sophie (1704–1705), Karl Wilhelm (1706–1706), Carl August (1707–1711), Johanna Magdalene Sophie (1710–1711), Johann Wilhelm (1713–1713)
- Herzog Wilhelm Heinrich von Sachsen-Eisenach (1691–1741)

## Orgel

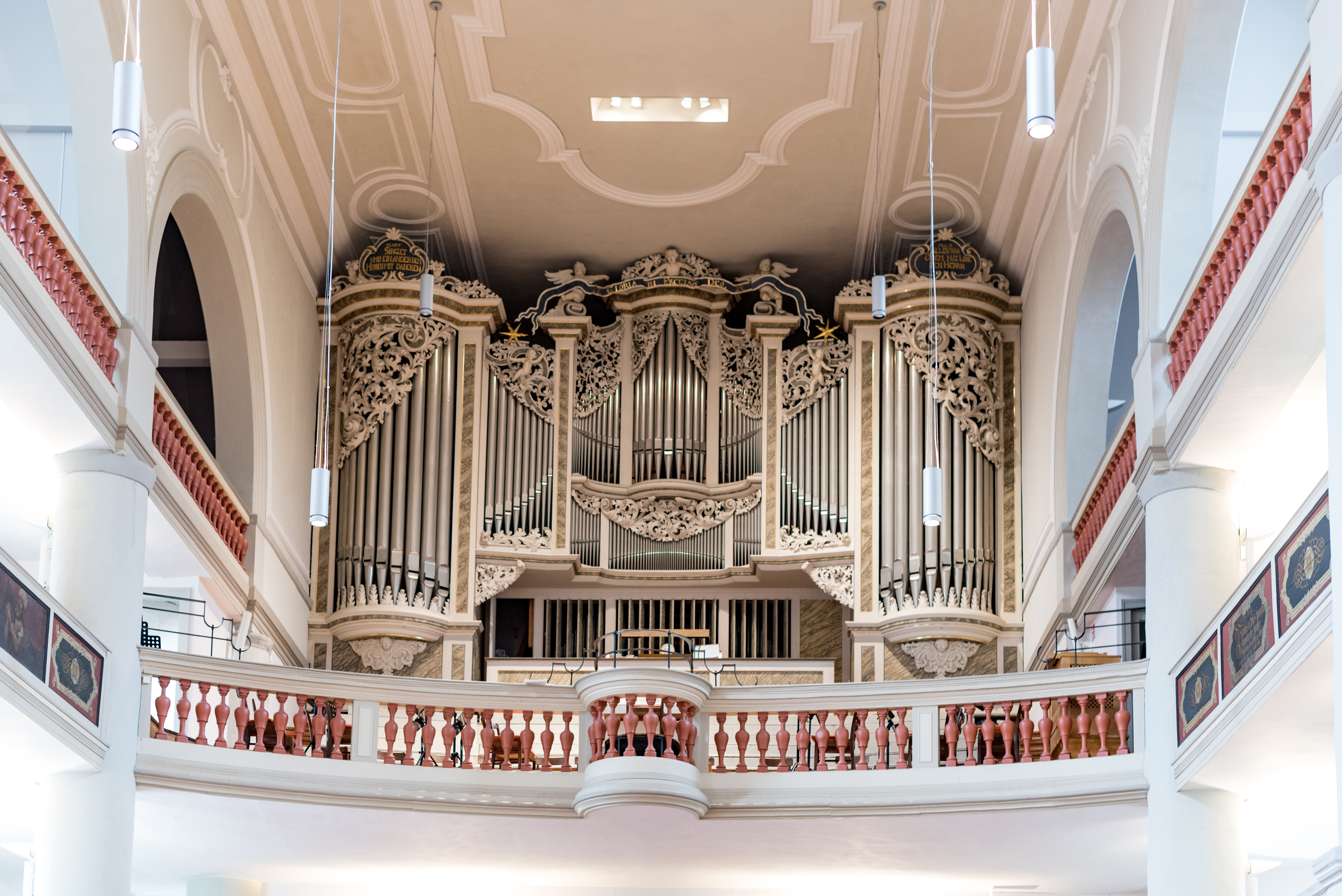
Orgel

Der Prospekt der heutigen Orgel stammt noch von der Orgel, die von 1697 bis 1707 von Georg Christoph Stertzing nach einem Dispositionsvorschlag von Johann Christoph Bach gebaut wurde. Mit vier Manualen und 58 Registern war sie seinerzeit die größte Orgel Thüringens und hatte einen für damalige Verhältnisse großen Pedal- (C bis e1) und Manualumfang (C bis e3). 1725 wurde sie noch von Johann Friedrich Wender erweitert, u. a. um eine Posaune 32′. Stertzing installierte die Windlade für dieses Register, aufgrund der zögerlichen Bezahlung seiner Arbeit unterließ er aber dessen Einbau.
1911 installierte die Firma Gebrüder Jehmlich ein neues Orgelwerk hinter den alten Prospekt mit drei Manualen und 75 Registern. Dieses Orgelwerk wurde von Jehmlich 1955–1958 umgebaut.
Das heutige Instrument der Georgenkirche wurde 1982 durch die Orgelbaufirma Alexander Schuke (Potsdam) erbaut. Es hat 60 Register (4835 Pfeifen) auf Schleifladen. Die Spieltrakturen sind mechanisch, die Registertrakturen und Koppeln elektrisch.
| I Hauptwerk C– |                    |        |
| 01.            | Bordun             | 16′    |
| 02.            | Prinzipal          | 08′    |
| 03.            | Rohrflöte          | 08′    |
| 04.            | Quintadena         | 08′    |
| 05.            | Oktave             | 04′    |
| 06.            | Spitzflöte         | 04′    |
| 07.            | Quinte             | 02 ⁄3′ |
| 08.            | Superoktave        | 02′    |
| 09.            | Sesquialtera III   |        |
| 10.            | Großmixtur VI–VIII | 02′    |
| 11.            | Kleinmixtur V      | 01′    |
| 12.            | Fagott             | 16′    |
| 13.            | Trompete           | 08′    |

| II Schwellwerk C– |                |        |
| 14.               | Koppelflöte    | 08′    |
| 15.               | Spitzgedackt 0 | 08′    |
| 16.               | Salicional     | 08′    |
| 17.               | Schwebung      | 08′    |
| 18.               | Principal      | 04′    |
| 19.               | Blockflöte     | 04′    |
| 20.               | Dulzflöte      | 04′    |
| 21.               | Gemsquinta     | 02 ⁄3′ |
| 22.               | Weitoktave     | 02′    |
| 23.               | Tertian II     |        |
| 24.               | Sifflöte       | 01′    |
| 25.               | Oberton II     |        |
| 26.               | Mixtur V–VI    | 02′    |
| 27.               | Dulcian        | 16′    |
| 28.               | Hautbois       | 08′    |
| 29.               | Schalmei       | 04′    |
|                   | Tremulant      |        |

| III Seitenwerk (schwellbar) C– |                      |         |
| 30.                            | Quintadena           | 16′     |
| 31.                            | Großoktave           | 08′     |
| 32.                            | Gedackt              | 08′     |
| 33.                            | Principal            | 04′     |
| 34.                            | Traversflöte         | 04′     |
| 35.                            | Rohrnassat           | 02 ⁄3′  |
| 36.                            | Oktave               | 02′     |
| 37.                            | Nachthorn            | 02′     |
| 38.                            | Terz                 | 01 3⁄5′ |
| 39.                            | Quinta               | 01 ⁄3′  |
| 40.                            | Jauchzendpfeife II 0 | 01′     |
| 41.                            | Scharffmixtur V      | 01′     |
| 42.                            | Terzcymbel III       | 01′     |
| 43.                            | Krummhorn            | 08′     |
| 44.                            | Vox humana           | 08′     |
|                                | Tremulant            |         |

| Pedal C– |                   |     |
| 45.      | Untersatz         | 32′ |
| 46.      | Prinzipal         | 16′ |
| 47.      | Offenbaß          | 16′ |
| 48.      | Subbaß            | 16′ |
| 49.      | Oktave            | 08′ |
| 50.      | Gemshorn          | 08′ |
| 51.      | Baßaliquote III 0 |     |
| 52.      | Oktave            | 04′ |
| 53.      | Rohrpommer        | 04′ |
| 54.      | Flachflöte        | 02′ |
| 55.      | Hintersatz IV     |     |
| 56.      | Mixtur IV         |     |
| 57.      | Posaune           | 16′ |
| 58.      | Trompete          | 08′ |
| 59.      | Clairon           | 04′ |
| 60.      | Dulcian           | 04′ |

- Koppeln: II/I, III/I, III/II, I/P, II/P, III/P
- Spielhilfen: 8 elektrische Setzerkombinationen, Crescendowalze.

## Glocken
Im 62 Meter hohen Turm hängt ein Geläut aus fünf Glocken. Die Sonntagsglocke ist ein Umguss einer vorherigen (Armesünder-)Glocke des 13. Jahrhunderts und zeigt ein Relief des Heiligen Georg. Alle Glocken tragen bemerkenswerte Inschriften.
| Glocke | Name                | Gussjahr | Gießer, Gussort         | Durchmesser | Gewicht | Nominal |
| ------ | ------------------- | -------- | ----------------------- | ----------- | ------- | ------- |
| 1      | Feiertagsglocke     | 1960     | Franz Schilling, Apolda | 1860 mm     | 3545 kg | as0     |
| 2      | Sonntagsglocke      | 1585     | Eckhart Kucher, Erfurt  | 1480 mm     | 2000 kg | des1    |
| 3      | Gottvaterglocke     | 1947     | Franz Schilling, Apolda | 1280 mm     | 1300 kg | es1     |
| 4      | Christusglocke      | 1947     | Franz Schilling, Apolda | 1150 mm     | 900 kg  | f1      |
| 5      | Heilig-Geist-Glocke | 1947     | Franz Schilling, Apolda | 950 mm      | 550 kg  | as1     |

Inschriften
- Glocke 1: „Die Feiertagsglocke zu St. Georg heiß' ich. Die großen Taten Gottes preis' ich. Die Gemeinde ruf' ich unter Gottes Wort und zum Gebet. Der Landeskirchenrat der ev.-luth. Kirche stiftete mich im Gedenken an ihren Zusammenschluss vor vier Jahrzehnten. Meister Schilling in Apolda goss mich anno Domini 1960. Alles zu Ehre dem Vater, Sohn und Heiligen Geist. Gloria in excelsis deo. Der Herr hat Großes an uns getan, des sind wir fröhlich. Gelobet sei Jesus Christus.“
- Glocke 2: „Einst tönend denen, die mit ihrem Blute Strafe erdulden sollten, wo die grausige Stimme des Henkers die Schuldigen schreckt, töne ich jetzt lieblich, wenn ich die Gemeinde der Christen zusammenrufe, wo der Herold des Friedens den Weg zur Unsterblichkeit weist.“
- Glocke 3: „Ich glaube an Gott den Vater. Erkennet, dass der Herr Gott ist.“
- Glocke 4: „Ich glaube an Jesus Christus. Lasset euch versöhnen mit Gott.“
- Glocke 5: „Ich glaube an den Heiligen Geist. Bauet euch zum geistlichen Haus.“

An jedem 1. September erinnert um 20:45 Uhr die Sonntagsglocke an die Pulverexplosion in Eisenach im Jahre 1810.

## Bach, Telemann

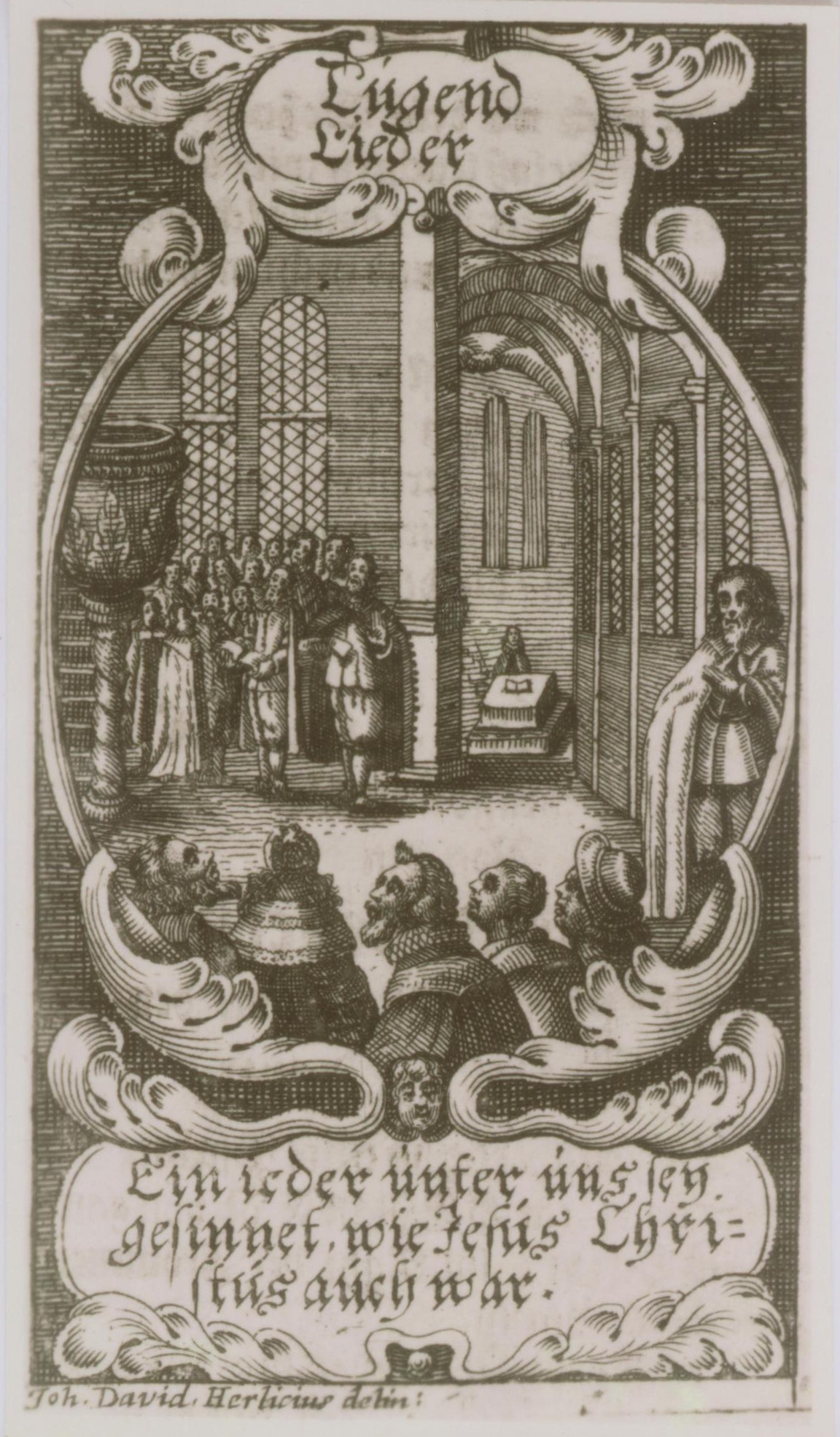
Kupfer aus dem Eisenacher Gesangbuch, 1673

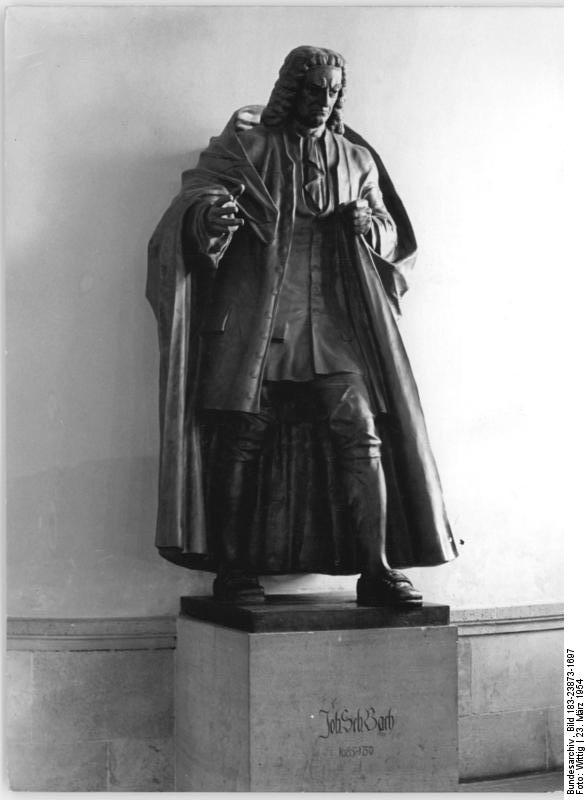
Bach-Denkmal von Birr

In der Georgenkirche wurde Johann Sebastian Bach am 23. Märzjul. / 2. April 1685greg., zwei Tage nach seiner Geburt, getauft. Der spätgotische Taufstein von 1503 dient noch heute dem gleichen Zweck. In seiner Kindheit sang Bach wahrscheinlich unter dem Kantor Andreas Christian Dedekind im Chorus musicus der Lateinschule und damit auch in der Georgenkirche. Die ständig reparaturbedürftige Orgel der Georgenkirche, an der damals sein Großcousin Johann Christoph Bach Organist war, dürfte seine Eindrücke von diesem Instrument geprägt haben. Das von Bach im Schulunterricht und in der Kirche genutzte Eisenacher Gesangbuch von 1673 zeigt auf einem von Johann David Herlicius gestochenen Kupfer eine damalige Innenansicht der Georgenkirche.
In der Georgenkirche waren von 1665 bis 1797, also über 130 Jahre, Mitglieder der Bach-Familie als Organisten tätig. Dies waren:
- Johann Christoph Bach 1665–1703
- Johann Bernhard Bach 1703–1749
- Johann Ernst Bach 1749–1777
- Johann Georg Bach 1777–1797

Heute erinnern an Johann Sebastian Bach die nach dem Vorbild des Bach-Siegels geschmiedete linke Eingangspforte zur Georgenkirche (auf der rechten Seite befindet sich die Lutherrose), und weiter das Bach-Denkmal des Berliner Bildhauers Paul Birr (1887–1945, vermisst) im Vorraum der Kirche. Dieses ersetzte 1939 das ursprünglich vor der Georgenkirche aufgestellte, 1938 vor das Bachhaus Eisenach umgesetzte Bach-Denkmal von Adolf von Donndorf aus dem Jahr 1884. Die Wahl fiel auf Birr, da ihm „das Kirchliche und Kriegerische liegt“. Das Denkmal zeigt Bach ganz ohne musikalische Akzidentien, die Gesichtszüge orientieren sich an einem (zweifelhaften) Altersbildnis Bachs von (angeblich) 1747. Die Einweihung erfolgte zu den Eisenacher Bachtagen 1939 durch den deutschchristlichen Landesbischof Martin Sasse, musikalisch umrahmt vom Eisenacher Bachchor unter Erhard Mauersberger.
Georg Philipp Telemann führte ab 1708 Kirchenmusik in der Georgenkirche auf. Am 1. Advent 1710 begann er mit der Aufführung eines Kantatenjahrgangs auf die Texte von Erdmann Neumeister, diesem schlossen sich in den Folgejahren weitere, ebenfalls in der Georgenkirche aufgeführte Neumeister-Kantatenjahrgänge Telemanns an. Die Georgenkirche gilt daher als „Wiege der neuen evangelischen Kirchenkantate“, worauf eine Tafel im Eingangsbereich der Kirche hinweist.